# ATP測定法
ATP測定法（ATPそくていほう）とは、すべての生物の細胞内に存在するATP（アデノシン三リン酸）を酵素などと組み合わせて発光させ、その発光量（Relative Light Unit；RLU）を測定する方法のことである。ATPふき取り検査とも呼ばれる。

## 概要
細胞内の存在するATPは、酵素であるルシフェラーゼなどと反応させることにより発光する。この発光量はATP量が多いほど発光量（Relative Light Unit；RLU）が増す。この方法を利用して、外食産業や医療機関などでは器具の汚染調査、清浄度調査などに利用されている。これは、細菌や残渣などの汚染物質が残っているとATPが存在し、発光することによりモニタリング法として適切な衛生管理が行うことができるとされている。なお、この検査方法は、厚生労働省監修の「食品衛生検査指針微生物編2004」にも掲載されている。
現在、ATP測定法により微生物の同定などを行うことはできない。
宇宙開発分野では、惑星などで生物が存在しているかどうかの方法としてATP測定法が活用されている。
2001年にキッコーマン株式会社が開発したATP測定器「ルミテスターPD-10」、2009年に発売された「ルミテスターPD-20」は、従来のATPだけではなく、ATPが加熱・変形したAMP（アデノシン一リン酸）も測定することができ、より精密な測定が行えるようになった（特許No.3409962）。